# José Bezerra Coutinho
José Bezerra Coutinho (* 7. Februar 1910 in Capistrano, Ceará, Brasilien; † 7. November 2008 in Fortaleza, Ceará, Brasilien) war ein brasilianischer Geistlicher und römisch-katholischer Bischof von Estância.

## Leben
Bezerra Coutinho studierte von 1927 bis 1933 Katholische Theologie und Philosophie am Priesterseminar in Fortaleza. Am 3. Dezember 1933 empfing er die Priesterweihe. Nach seinem Vikariat 1934/1935 in Massapé, Meruoca und São Benedito war er von 1935 bis 1956 Pfarrer in São Benedito und von 1953 bis 1956 Direktor des Colégio Farias Brito und Präsident der Sociedade Cultural de São Benedito. Er war Präsident der Kommission für Familienseelsorge im Bundesstaat Ceará.
Am 4. August 1956 wurde er von Papst Pius XII. zum Titularbischof von Uthina und zum Weihbischof in Sobral ernannt. Die Bischofsweihe spendete ihm José Tupinambá da Frota, Bischof von Sobral, am 28. Oktober 1956; Mitkonsekratoren waren Expedito Eduardo de Oliveira, Weihbischof in Fortaleza, und José Terceiro de Sousa, Bischof von Penedo. Sein Wahlspruch war „Dominus Illuminatio mea“ (Der Herr ist mein Licht).
Am 28. Januar 1961 ernannte ihn Papst Johannes XXIII. zum ersten Bischof des neuerrichteten Bistums Estância. Er nahm an allen vier Sitzungsperioden des Zweiten Vatikanischen Konzils als Konzilsvater teil.
Unter anderem war er Präsident der Gesellschaft der Faculdade Farias Brito und Mitglied der Akademie der Künste in Sobral.
Seinen altersbedingten Rücktritt nahm Papst Johannes Paul II. am 1. Juni 1985 an. Bis zu seinem Tode war er pädagogischer Leiter des Colégio Academus. Er starb im Alter von 98 Jahren nach einem Herzstillstand; er war der älteste Bischof in Brasilien. José Bezerra Coutinho wird in der Kathedrale von Fortaleza bestattet.